# Comunitat d'aglomeració Val Parisis
La Comunitat d'aglomeració Val Parisis (en francès: communauté d'agglomération Val Parisis - CAVP) és una estructura intercomunal del departament de la Val-d'Oise, a la regió de l'Illa de França.
Creada al 2016, està formada per 15 municipis i la seu es troba a Beauchamp.

## Municipis
1. Beauchamp
2. Bessancourt
3. Cormeilles-en-Parisis
4. Eaubonne
5. Ermont
6. Franconville
7. Frépillon
8. La Frette-sur-Seine
9. Herblay
10. Montigny-lès-Cormeilles
11. Pierrelaye
12. Le Plessis-Bouchard
13. Saint-Leu-la-Forêt
14. Sannois
15. Taverny